# Lu Chao
Lu Chao (čínsky pchin-jinem Lù Hào, znaky zjednodušené 陆昊, * 1967 Si-an) je čínský komunistický politik, od března 2013 guvernér provincie Chej-lung-ťiang, od března 2018 do června 2022 ministr přírodních zdrojů čínské vlády.

## Život
Narodil se roku 1967 v Si-anu, v provincii Šen-si, do rodiny univerzitního profesora. Vystudoval ekonomii na univerzitě v Pekingu, kde byl žákem profesora Li I-ninga, jednoho z autorů čínských ekonomických reforem.
V roce 1995 se stal ředitelem státem vlastněného podniku v Pekingu, poté v roce 1999 povýšil na šéfa průmyslového parku v Čung-kuan-cchunu, přezdívaného čínské Silicon Valley. V letech 2003–2008 byl zástupcem starosty čínského hlavního města. Od roku 2008 do roku 2013 stál ve funkci prvního tajemníka v čele Komunistického svazu mládeže. V roce 2012 byl zvolen do ústředního výboru Komunistické strany Číny.
Roku 2013 se stal guvernérem provincie Chej-lung-ťiang. V době svého nástupu do funkce byl ve věku čtyřicetišesti let nejmladším guvernérem čínských provincií. Roku 2018 byl jmenován ministrem přírodních zdrojů. V červnu 2022 přešel na místo tajemníka stranické organizace ve Výzkumném rozvojovém centru státní rady.